# Shade, the Changing Man
Shade, the Changing Man, il cui vero nome è Rac Shade, è un personaggio immaginario dei fumetti creato da Steve Ditko nel 1977 per la casa editrice statunitense DC Comics. Si tratta del supereroe Rac Shade che arriva sulla Terra da un pianeta di un'altra dimensione. Dal 1993 al 2011 rientra tra i personaggi pubblicati sotto l'etichetta Vertigo. Con l'evento editoriale The New 52 (del 2011), la DC rilancia tutte le sue testate e il personaggio ritorna a far parte della continuity dell'universo DC.
In Italia è conosciuto come Shade, l'Uomo Cangiante, edito per la prima volta dalla Corno e in seguito da Panini Comics.

## Ideazione del personaggio
Shade, the Changing Man viene creato da Steve Ditko, già co-creatore alla Marvel di personaggi di successo come l'Uomo Ragno e il Dottor Strange nei primi anni sessanta. Quando torna alla DC negli anni settanta il fumetto stava vivendo un periodo di crisi che avrebbe portato all'implosione delle vendite del biennio 1977-1978. Nonostante questo, data la sua fama ed esperienza gli viene dato credito ed ha la possibilità di lanciare una serie con un nuovo personaggio da lui stesso creato e gestito in piena autonomia. Nasce così il personaggio alieno Rac Shade del pianeta Meta. L'idea è alquanto innovativa perché ci si trova di fronte ad un supereroe che non arriva da un altro pianeta (come per esempio Superman da Krypton o Martian Manhunter da Marte) ma piuttosto da un'altra dimensione chiamata Meta-Zona. Non si tratta neppure del solito espediente delle Terre-alternative utilizzato dalla DC nel periodo Pre-Crisis. Shade non arriva da un Universo parallelo ma da una realtà completamente sconosciuta, la cui tecnologia, i principi fisici e l'ordine etico-politico sono al di fuori dei nostri parametri di comprensione. Non è chiaro se sia voluto o meno ma l'autore inserisce nei nomi usati diversi riferimenti alla metafisica platoniana come realtà speculare ma intangibile rispetto a quella umana. Lo stesso termine Meta-Zona sembra esserne un richiamo così come il termine Shade (cioè ombra) è presente nel Mito della caverna e in alcuni suoi celebri Dialoghi.
Rac Shade ci viene presentato come un agente segreto mandato sulla Terra per raccogliere dati e per altre missioni non specificate. I suoi poteri gli sono dati da un costume denominato M-Vest e creato dallo scienziato Dottor Miraclo. Inizialmente questo gli permette di creare illusioni, creare campi di forza e alterare la percezione della realtà. Nel corso del tempo il legame tra Shade e questo manufatto ultradimensionle si perfezionerà arrivando a sviluppare superpoteri capaci di metterlo in contatto con gli aspetti più profondi del rapporto tra mente e realtà.
La serie lanciata da Ditko dura solo 8 numeri travolta dalla Implosione DC del 1978, ma il personaggio verrà ripreso nel periodo Revisionista dei supereroi dall'autore inglese Peter Milligan a partire dal 1990. Shade non viene quindi dimenticato ma vive diverse fasi editoriali che porteranno ad una continua evoluzione-trasfigurazione del concetto originario.

## Biografia del personaggio

### Origini Pre-Crisis (1977-1986)
Rac Shade è un agente del pianeta Meta che si trova in un'altra dimensione denominata Meta-Zone. Questi viene accusato ingiustamente di tradimento e condannato a morte. Shade si impossessa di una tuta chiamata M-Vest che gli permette di avere diversi poteri tra i quali creare un'immagine di sé distorta e deformata e anche di viaggiare attraverso la Zero-Zone che divide il suo pianeta dalla Terra. Sul nostro pianeta esiste già un avamposto degli agenti di Meta denominato O.R.C. (Occult Research Center). Il suo piano è di trovare il tenente Emp che pare sia in grado di scagionarlo. Shade non fugge solo dal Governo del suo pianeta ma anche dalla sua ex-fidanzata Mellu. La donna lo ritiene responsabile di aver causato un incidente che ha ferito gravemente i suoi genitori. In questi anni Shade è impegnato in varie lotte contro criminali della Meta-Zone, un robot androide denominato Sude, la meta-autorità che vogliono arrestarlo e la stessa donna che ama. Dopo averla salvata da morte, riesce però a riconquistare Mellu così come riesce a convincere il Presidente di Meta che lui è innocente.

### Membro della Suicide Squad (1988-1990)
Dopo gli eventi narrati nella grande Crisi sulle Terre infinite, tutte le realtà parallele o divergenti del multiverso DC vengono distrutte da un campo di anti-materia. Dopo il 1986 esiste un'unica realtà in cui si dipana l'universo dove vivono personaggi famosi come Superman o Batman e molti altri. Tra questi vi è Shade le cui origini però non vengono modificate così come le vicende che lo hanno coinvolto negli albi pubblicati prima del 1986. A quanto pare la stessa dimensione di cui è originario così come il suo pianeta Meta non hanno subito sconvolgimenti. Rac è ancora in fuga dalle autorità del suo pianeta e sta vagando nella Zero-Zone, quando si trova coinvolto in una missione della Suicide Squad. Questi stanno fuggendo dalla dimensione di Nightshade e riescono a tornare sulla Terra grazie all'aiuto di Shade e della M-Vest. Rac decide di rimanere con la Squadra suicida e compie con loro delle missioni tra le quali alcune contro un gruppo di super-criminali chiamati Jihad (e conosciuti anche come The Onslaught). Infine partecipa ad una missione su Apokolips ma qui incontra Darkseid, il quale lo rimanda nella Zero-Zone, dove viene assorbito da uno spazio oscuro denominato Area della follia (o Area of Madness in originale).

### La seconda serie (1990-1996)

#### Premessa editoriale
Dopo gli avvenimenti narrati nella serie Suicide Squad, al personaggio viene dedicata una nuova serie scritta da Peter Milligan e supervisionata dalla redattrice Karen Berger. A questo punto l'approccio al protagonista sembra cambiare radicalmente e si assiste ad un'opera revisionista che spiazza diversi lettori. Infatti sulla pagina della posta della serie (dal titolo Oh say you can scream) K.Berger si trova a dover specificare che la nuova opera non è una vera continuazione della storia del personaggio di Ditko ma una sua erede in chiave moderna. Nella sua nuova incarnazione Shade compie un viaggio nell'inconscio collettivo del popolo americano cercando di esorcizzare gli incubi, le ossessioni e le icone partorite dagli Stati Uniti. Nonostante quanto detto le vicende continuano in parte ad avere riferimenti al suo passato editoriale. Difatti Rac rimane sempre un agente proveniente da un'altra dimensione dove si trova il suo pianeta di origine Meta. Inoltre viene ripreso il concetto fondamentale dell'esistenza dell'Area della Follia, una zona che si trova tra le due dimensioni e che le lega entrambe.

#### American Scream
Lo coscienza e la personalità di Rac Shade si incarnano in un uomo che sta per essere giustiziato sulla sedia elettrica dal nome Troy Grenzer. Nonostante si ritrovi nel corpo di un terrestre, mantiene un legame con il suo corpo originario vestito di un potente artefatto dal nome M-Vest. Questi si trovano nella zona inter-dimensionale chiamata Area della Follia. Grazie a questa connessione le capacità di Shade consistono nell'alterare la percezione della realtà e indurre allucinazioni di massa. Può arrivare anche ad alterare limitatamente la struttura della materia. Appena tornato sulla Terra usa i suoi poteri per fuggire dal carcere, proprio mentre Troy Grenzer viene giustiziato. Ora ufficialmente è un assassino ricercato dall'FBI ma trova un'inaspettata alleata nella figlia delle due ultime vittime di Grenzer. Il suo nome è Kathy George ed è la prima a cui svela la minaccia che sta per colpire gli Stati Uniti ed il mondo, cioè un essere metafisico denominato American Scream, alimentato dall'inconscio collettivo degli americani e la cui energia scaturisce dalla stessa dimensione della Follia chiamata Area of Madness. L'American Scream funge da catalizzatore gli incubi e le paure degli americani. Il primo uomo attraverso il quale si manifesta è lo scrittore Duane Trilby ossessionato dallo scoprire chi ha ucciso il Presidente John Fitzgerald Kennedy. La sua ricerca non sembra da anni trovare una risposta valida e la sua psiche (alimentata dall'area della Follia) arriva a ricreare l'assassinio di Dallas e a ricordare a tutta la nazione che la verità deve ancora essere rivelata. Quando Shade arriva sul luogo trova sulla Elm Street una sfinge con il viso di Kennedy che comincia a divorare tutto ciò che incontra e a chiedere Chi ha ucciso JFK ?. Prima che la realtà stessa collassi Shade e Kathy rispondono con l'affermazione che è la stessa America ad aver ucciso Il Presidente, non importa chi ha premuto il grilletto, ciò che importa è che il popolo aveva bisogno di creare un Re-Dio immortale che perpetuasse nel mito una fasulla epoca d'oro. In questo primo scontro tra Shade e l'American Scream (distorsione voluta di American Dream/Sogno americano) si vede il tipo di confronto tra queste due entità i cui poteri sono di natura psichica. Per fermare questa alterata (o forse per questo realistica) manifestazione del sogno americano bisogna esorcizzarlo togliendogli il potere che esercita sull'inconscio delle persone. Se la verità si rende evidente, le zone oscure del mito americano (e la follia che lo alimentano) si dissolvono. Shade viene attirato dalle varie manifestazioni dell'American Scream da una corrente psichica che lui chiama Madness Stream. La tappa successiva è il luogo dove si creano i sogni degli americani e dell'Occidente.l Shade e Kathy sono trascinati ad Hollywood dove la follia dell'American Scream si manifesta attraverso un regista di B-movie che sta girando un horror dal titolo Hollywood monsters. Presto gli attori del film così come molti altri cittadini divengono protagonisti delle loro stesse misere vite, sacrificate e svuotate dalla ricerca ossessiva del successo e dell'apparire. Si genera un film di cui ognuno sembra essere sia protagonista che spettatore, alimentando una sorta di allucinazione di massa. Shade riesce a dissolvere lo stato di follia dilagante ricreandosi sceneggiatore e riscrivendo la storia del film e riportando il tutto alla normalità.

## Raccolte originali
- Steve Ditko, AA.VV. (testi) - Steve Ditko, Wallace Wood, AA.VV. (disegni) - Steve Ditko (copertina), The Steve Ditko Omnibus vol. 1 starring Shade The Changing Man HC (edizione cartonata), raccoglie Shade, The Changing Man (1977s series) n. 1-8, 464pp., col., DC Comics, New York, 3 agosto 2011.